# Julius Friedrich Wurm

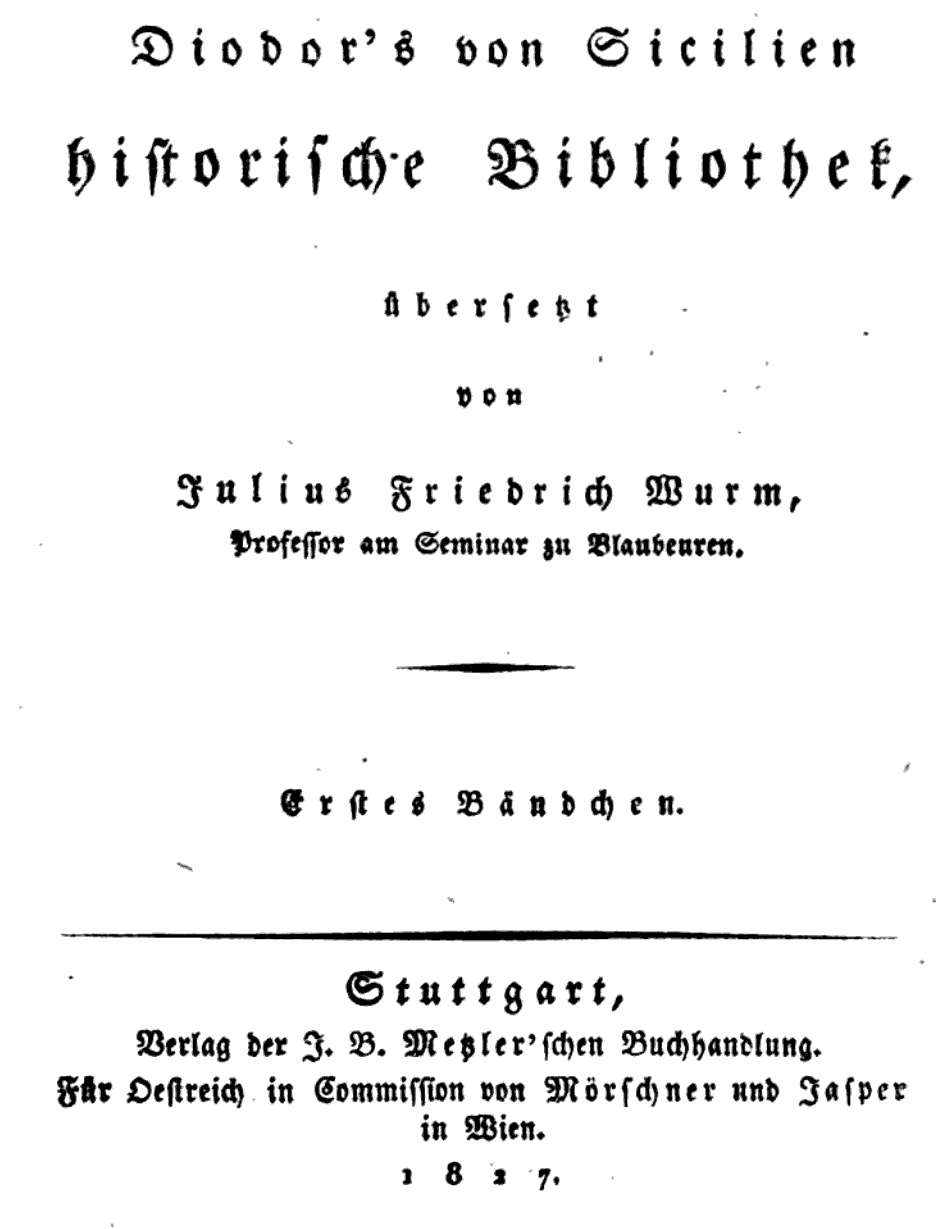
Als Klosterprofessor in Blaubeuren beginnt er die Übersetzung des Diodor.

Julius Friedrich Wurm (* 20. Juli 1791 in Nürtingen; † 8. Februar 1839 in Waldenbuch) war ein evangelischer Theologe und Altphilologe in Württemberg.

## Familie
Er stammt aus einem theologisch-bildungsbürgerlich geprägten Elternhaus. Seine Mutter war die Beamtentochter Christiana Luisa Friederika Liesching (1767–1814). Beide, sein Vater Johann Friedrich Wurm (1760–1833) und sein Großvater väterlicherseits Gottlieb Friedrich Wurm (1733–1803), waren Pfarrer und Lehrer. Als erstgeborenes Kind von dreien hatte er einen Bruder, den Paulskirchenabgeordneten Christian Friedrich Wurm (1803–1859) und eine Schwester, Sophie Friederike (1794–1811).
1819 heiratete er die Pfarrerstochter Karoline Friederike Faber (1792–1854), mit der er zwei Kinder hatte, Friederike (1820–1893) und Paul Ernst (1829–1911), dessen Sohn Theophil Wurm 1933 württembergischer Landesbischof und 1945 erster Ratsvorsitzender der Evangelischen Kirche in Deutschland wurde.

## Leben
Nach dem Erwerb des Magisters war er ab 1815 Repetent (Dozent) am Evangelischen Stift Tübingen und anschließend, 1819–1826, Diakon in Lauffen; ab 1826 Professor an der Klosterschule Blaubeuren, von 1833 bis zu seinem Tod 1839 Diakon in Waldenbuch. Zusätzlich übersetzte und edierte er einige Schriften. Er übersetzte den griechischen Autor Diodor. 1827 erschienen Band 1 und 1840 posthum, im Jahr nach seinem Ableben, die Bände 17–19.

## Archivalien
- Brief an Ferdinand Christian Baur, 1836, Universitätsbibliothek Tübingen, kalliope-verbund.

## Schriften
- Herausgeber: Auszüge aus der Schrift: Das Leben Luthers kritisch bearbeitet von Dr. Casuar, Mexiko 2836. Ludwig Friedrich Fues, Tübingen 1836, books.google.de.
- Herausgeber: Euklid's Data, nach dem Griechischen mit Robert Simson's Zusätzen. Georg Reimer, Berlin 1825.
- Übersetzer: Diodor's von Sicilien historische Bibliothek, 19 Bändchen. Metzler, Stuttgart 1827–1840, erreichbar auf Wikisource.